# Park Narodowy Isangano
Park Narodowy Isangano – park narodowy w Zambii, w Prowincji Północnej. Zajmuje powierzchnię 840 km². Przyznano mu status parku narodowego w 1972. Podupada ze względu na osadnictwo ludzkie i brak funduszy. Przyczynia się to do niewielkiej ilości zwierzyny. W lipcu 2007 podjęto kroki przeciwdziałające tym problemom.

## Geografia
Park Narodowy Isangano zajmuje powierzchnię 840 km². Znajduje się w Zambii, w Prowincji Północnej, w dystryktach Luwingu i Kasama. Leży w większości na obszarze równiny zalewowej, porośniętej bagnistym lasem i zbiorowiskami traw. Należy do Bangweulu Swamps. Od wschodu ogranicza go rzeka Chambeshi, od zachodu Bangweulu Flats. Park położony jest na wysokości 1100 m nad poziomem morza.

## Historia
Isangano stał się obszarem chronionym w 1957. Uzyskał status parku narodowego w Rozporządzeniu nr 42. Podupadł po uzyskaniu tego statusu z powodu braku wsparcia finansowego, rozwoju infrastruktury oraz wzrostu kłusownictwa i nielegalnego osadnictwa. W lipcu 2007 rząd Zambii podjął kroki zmierzające do eksmisji nielegalnych mieszkańców uchwałą Provincial Development Coordinating Committee. Dzięki wprowadzeniu jej w życie w parku można rozpocząć odnawianie przyrody.

## Przyroda
Isangano nie szczyci się współcześnie dużym zróżnicowaniem ekosystemu. Zasoby i zróżnicowanie fauny zmalało z powodu wspominanego nielegalnego osadnictwa ludzkiego i samozaopatrzeniowego polowania przez żyjących na terenie parku. Prócz różnych gatunków migrujących i ptaków wodnych w Isangano spotyka się koby liczi, antylopy z rodzaju Redunca, oribi i sitatungi.